# Hrabina (opera)
Hrabina – opera w trzech aktach skomponowana przez Stanisława Moniuszkę do libretta Włodzimierza Wolskiego.

## Osoby
- Hrabina – sopran
- Chorąży – bas
- Bronia, jego wnuczka – sopran
- Kazimierz – tenor
- Podczaszyc – baryton
- Dzidzi, jego siostrzeniec – baryton
- Panna Ewa, znajoma hrabiny – sopran
- panowie, damy, goście, myśliwi, służba

## Treść
Hrabina, młoda i piękna wdowa szuka sobie męża... Opera jest pogodną satyrą na tę część wyższych warstw społeczeństwa polskiego z początku XIX wieku, która bezkrytycznie poddawała się idącej z Paryża modzie i obyczajom. Moniuszko i Wolski przeciwstawili jej odłam inny, reprezentowany przez postacie Chorążego i Broni, przestrzegający staropolskich obyczajów i tradycji. Punktem kulminacyjnym opery jest fakt nadepnięcia, goniącej za nowinkami mody hrabinie, na suknię (prawdziwe „marzenie z tiulu i z gazy”) przez jej amanta Kazimierza (akt II). Ostatecznie Kazimierz zwraca swe serce ku młodziutkiej Broni, zaś Hrabina – w kierunku niecałkowicie bezinteresownego Dzidzi (akt III).

## Wybrane arie, chóry i suity
- Arietta Broni O mój dziaduniu,

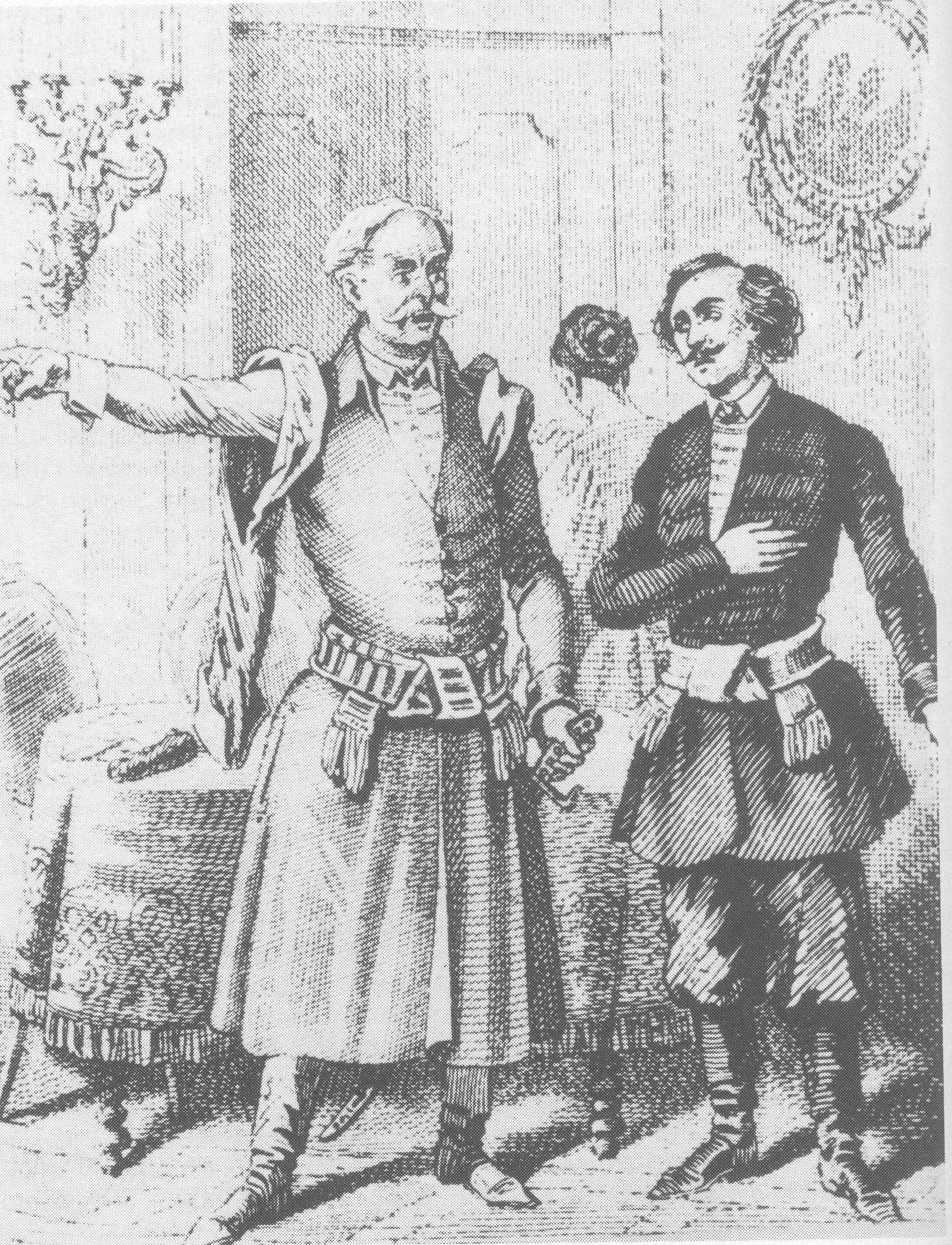
Scena z I aktu Hrabiny (rys. z 1860)

- Pieśń Chorążego Ruszaj bracie, ruszaj w pole...,
- Aria Kazimierza Od twojej woli...,
- Aria Hrabiny Suknio, coś mnie tak ubrała,
- Piosnka Broni Szemrze strumyk pod jaworem,
- Pieśń myśliwska Podczaszyca Pojedziemy na łów, towarzyszu mój,
- Aria Kazimierza Rodzinna wioska już się uśmiecha,
- Aria Hrabiny Zbudzić się z ułudnych snów,
- Suita baletowa Neptun na Wiśle.

Za satyrą w libretcie znakomicie podąża muzyka: jest pełna dowcipu, finezji i melodyjności. Choć w warstwie muzycznej pobrzmiewają polskie rytmy narodowe, Hrabina jest jedyną operą Moniuszki, w której słychać echa „szkoły włoskiej” z jej obliczonymi na efekt popisowymi ariami. Po raz pierwszy wprowadził też Moniuszko cytowane dosłownie melodie polskich pieśni, np. popularną piosenką myśliwską Pojedziemy na łów, towarzyszu mój.

## Historia utworu
Napisana w r. 1859 Hrabina weszła na scenę opery warszawskiej 7 lutego 1860 roku. O ogromnym powodzeniu tej opery zadecydował przede wszystkim silnie podkreślony w niej element patriotyczny, na który bardzo wyczulone było społeczeństwo polskie w latach bezpośrednio poprzedzających wybuch powstania styczniowego.